# Fereydoun Farrokhzad
Fereydon Farrokhzad (7 octobre 1936 - 7 août 1992) est un poète, chanteur, producteur, réalisateur et animateur de télévision et radio iranien. Il joue également dans certains films et composa la musique de quelques chansons.
Après l'achèvement de la révolution de 1979, Farrokhzad milite contre le régime de la République islamique (fa) et intègre l'organisation Derafch Kaviani (fa). Il est assassiné en 1992, au cours des meurtres à la chaîne (fa), à Bonn en Allemagne.
Fereydon Farrokhzad est le frère de Forough Farrokhzad, poétesse iranienne.

## Origine et jeunesse
Fereydoun est né le 7 octobre 1936 à Téhéran, d'un père Tafrechien, Mohammad Farrokhzad, et d'une mère Kachanienne, Batul Vaziritabar. Il est le frère de Pouran Farrokhzad (fa) et Forough Farrokhzad. Il a également un frère cadet nommé Mehrdad, mort le 9 décembre 2018 dans un hôpital de Téhéran, une sœur cadette nommée Gloria et un autre frère qui s'appelle Amir Masoud, eux aussi déjà morts. Après une formation à l'école primaire de Razi et puis au lycée Dar-ol-Fonoun, Farrokhzad part en Allemagne et étudie les sciences politiques à Munich, Vienne et Berlin. Il obtient son master ès sciences politiques à l'université de Munich. Il entame ensuite un doctorat en droit politique dans la même université, mais laisse inachevée sa thèse et retourne en Iran[réf. nécessaire].

## Vie conjugale
En 1962, Farrokhzad épouse la germano-polonaise Ania Butchkowski, dont il a fait la connaissance à Oxford. Ils ont un fils, Rostam. Farrokhzad et Butchkowski divorcent le 24 janvier 1974 et il épouse en secondes noces l'iranienne Taraneh Sandouzi; ce mariage ne dure que quelques mois et aboutit, lui aussi, au divorce.

## Carrière
Diplômé ès sciences politiques, Farrokhzad est aussi poète, écrivain, réalisateur, acteur, chanteur et animateur de certaines émissions de télévision.

### Poésie
Farrokhzad écrit ses poèmes en allemand. Il envoie ses poèmes au journal Süddeutsche Zeitung et au périodique bilingue Kaveh.

### Filmographie
- 1971 : Del-haye bi-aram (fa)[6] ;
- 1991 : I love Vienna (de), où Farrokhzad interprète un croyant musulman[7].

## Après la révolution de 1979
Après la révolution, il passe une courte période en détention. Il émigre ensuite à Paris, puis à Los Angeles aux États-Unis. Par la suite, il part pour Hambourg en Allemagne et s'installe enfin à Bonn, où il milite contre le régime de la République islamique.

## Assassinat
Le 7 août 1992, Farrokhzad est trouvé mort par la police allemande. L'autopsie montre qu'il est poignardé dans sa maison à Bonn. Plusieurs années après l'assassinat de Farrokhzad, la police allemande n'a toujours pas clos l’enquête.
En 2025, Mohsen Rafighdoost (en), ancien ministre du Corps des gardiens de la révolution islamique, revendique dans une interview avoir organisé l'assassinat de Fereydoun Farrokhzad.